# Demer (rivier)
De Demer is een rivier in de Belgische provincies Limburg en Vlaams-Brabant. Ze maakt deel uit van het stroomgebied van de Schelde. Men beschouwt de waterloop als een regenrivier met hoog debiet tijdens periodes met veel neerslag en een laag debiet in tijden van droogte. De rivier vormt de noordgrens van het Hageland en de zuidgrens van de Kempen.

## Etymologie
De riviernaam Demer zou afkomstig zijn van het Keltische tam (donkerkleurig) plus ara (water). Demer zou dan donkere rivier betekenen.

## Kenmerken

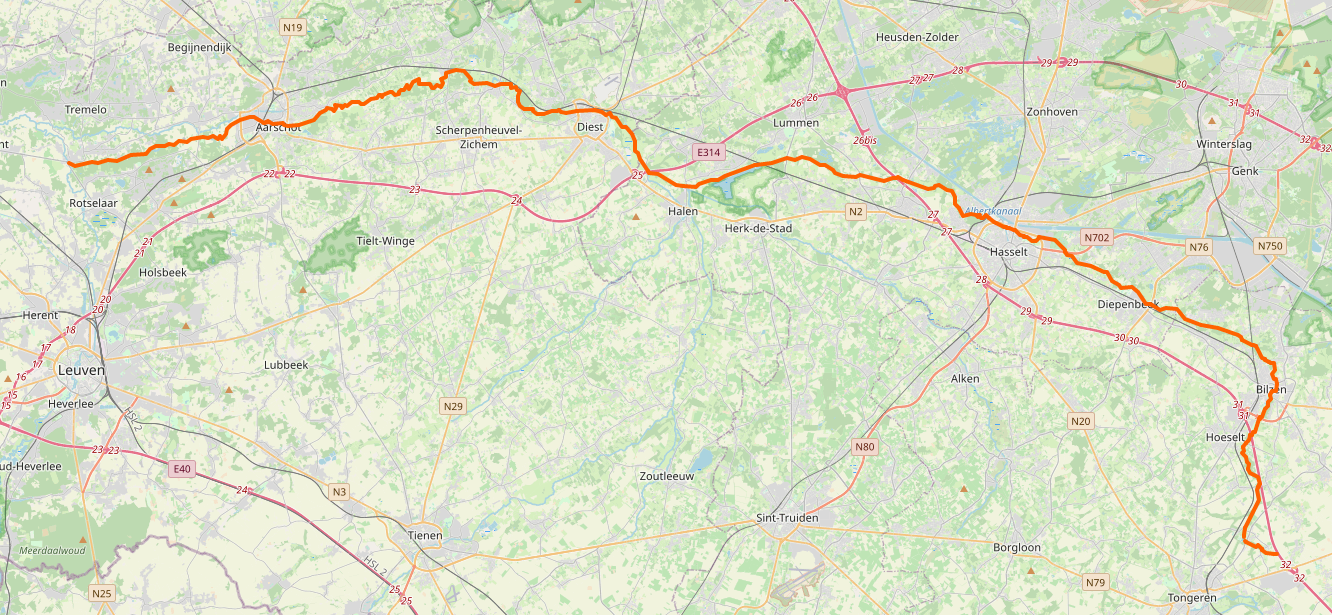

De Demer ontspringt 90 meter ten zuiden van kilometerpaal 95 van de E313 in Ketsingen, een woonkern van Berg, een deelgemeente in het oosten van Tongeren in Vochtig Haspengouw. De rivier stroomt aanvankelijk naar het noorden en buigt bij Bilzen af naar het westen. Via Hasselt, Lummen, Halen, Diest, Zichem en Aarschot bereikt de rivier bij Werchter de Dijle. Het water van de Demer wordt via de Dijle, de Rupel en de Schelde afgevoerd naar de Noordzee.
Ter hoogte van Aarschot takte de Laak zich vroeger af van de Demer om parallel met deze naar het westen te stromen. De Vlaamse Waterweg wil die met het SIGMA-plan opnieuw koppelen vanaf Betekom.
Zijrivieren zijn de Velpe, de Zwarte Beek en de Gete die bij Halen in de Demer vloeien. De Gete is overigens langer dan de weg die de Demer tot dat punt heeft afgelegd. Ook de Stiemerbeek mondt in Diepenbeek in de Demer uit. De Herk mondt uit in de Gete, kort voor deze laatste in de Demer vloeit.
Vanaf Linkhout, ten oosten van Diest, stroomt de Demer via talrijke meanders door een brede vallei waar ze water opvangt van de Hulpe, Motte en Winge. Veel van die meanders werden in dat gebied afgesloten. Momenteel (2004) liggen plannen ter studie om ze opnieuw op de rivier aan te sluiten.
Officieel mondt de Demer in de Dijle uit, maar bij de samenvloeiing van beide, te Werchter, is de Dijle een kleinere stroom dan de Demer. Een mogelijke verklaring ervoor dat de rivier toch Dijle blijft heten, is dat de Dijle door de historisch belangrijkere stad Leuven stroomt dan de Demer met Aarschot en Diest. Daarnaast vloeit in Leuven al eeuwenlang ongeveer 40 % van het Dijlewater af naar de  Leuvense vaart, terwijl de naamgeving ouder is dan het kanaal. Ten slotte is het duidelijk dat het Demerwater bij de monding een bocht maakt, terwijl het Dijlewater rechtdoor stroomt: de oorspronkelijke Demerbedding lag overigens meer noordelijk. In die zin mondt de Demer dus wel degelijk in de Dijle uit.

## Bevaarbaarheid
Het Pakhuis te Lummen was de plaats tot waar de Demer tot de jaren twintig van de 20e eeuw werd bevaren met platbodems. Hier werden de goederen afkomstig uit Mechelen, Diest,... tijdelijk gestockeerd om verder met paard en kar vervoerd te worden naar steden zoals Hasselt, Maastricht en plaatsen in Duitsland.

## De Demervallei
De Demervallei is een moerassig gebied dat zich profileert als een groene zone met broekbossen (zoals het Schulensbroek), vochtige weilanden op de iets hogere delen, en grote zones met populierenaanplantingen. In de natste delen van de vallei is de bodem zeer vochtig en venig: er is een zwarte moerassige laag waardoor de vallei ongeschikt is voor de landbouw. Echter, vanaf Aarschot, brachten overstromingen voedingsstoffen aan in de winter met vruchtbare grond in de zomer. De stukken met kleigronden en goede vochthuishouding in de zomer zorgen voor hoge oobrengsten. Natuurlijke landbouw Langs de Demer en oude meanders vinden we langgerekte rietvelden en bosjes. De ecologische waarde is hoog, maar landbouwkundig ook. Op een klein perceel bij mensen thuis of van kleinschalige boeren zijn er door intensieve bewerking extreme opbrengsten met een uiterst lage voetafdruk. Verschillende zeldzame planten- en diersoorten kunnen er gevonden worden en er is zelfs een klein gebied tussen een oude meander, Europees beschermd als Natura 2000-gebied.

## Geschiedenis
Toen in Hasselt in de 13e eeuw stadswallen werden gebouwd was het debiet van de Helbeek te laag om de grachten te vullen en de bevolking van water te voorzien. Er werd een nieuwe waterloop gegraven. Die takte in Diepenbeek af van de Demer, liep tot in de stadsgracht en tot aan de Paardsdemerstraat, de Nieuwe Demer. Daar mondde die Nieuwe Demer in de Helbeek die op zijn beurt ten noorden van Hasselt in de Demer uitmondde. Omdat het water van de Demer, komende uit Haspengouw vervuild was werd het water van de Stiemer, een snel vloeiende beek uit Winterslag en Waterschei over de Demer in de Nieuwe Demer overgeheveld.
Het Demermanneke had als taak de dijken te controleren. Hij werd al snel de boeman van de Hasseltse jeugd. Ouders zeiden dan ook: Braaf zijn, anders komt het Demermanneke! Zijn standbeeld staat op een plaats waar de nu overwelfde Nieuwe Demer onder de stad loopt.

## Galerij

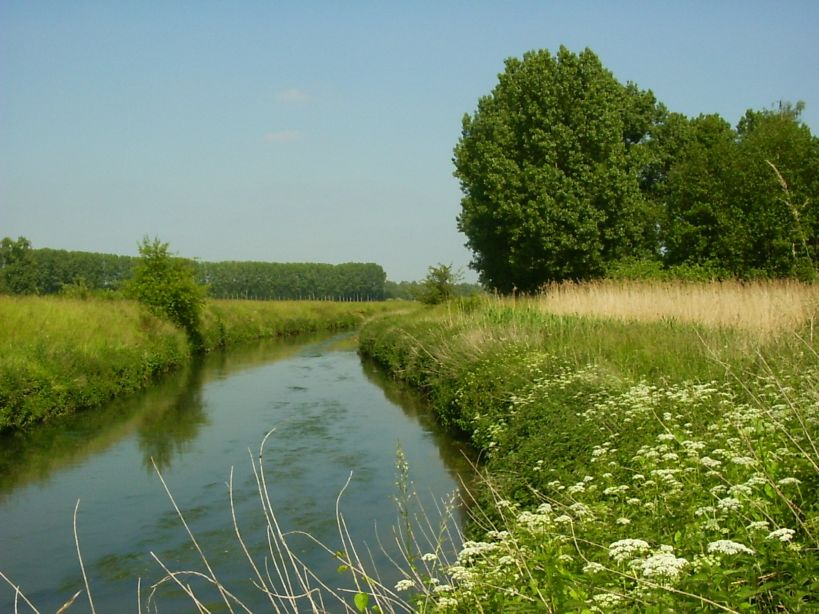
De Demer in Kuringen, vlak bij de abdij van Herkenrode
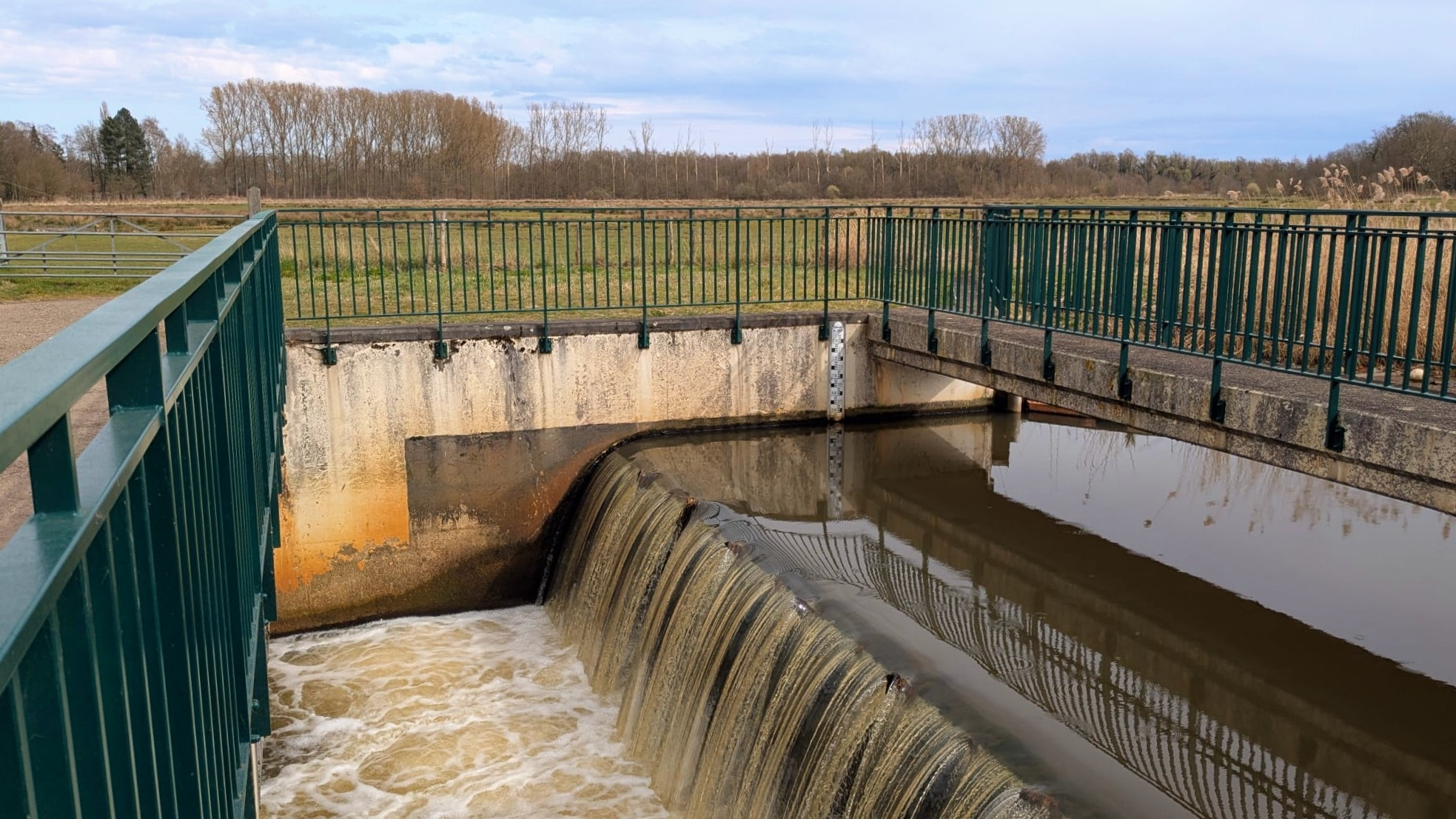
Stuw met vuilvanger bij de abdij
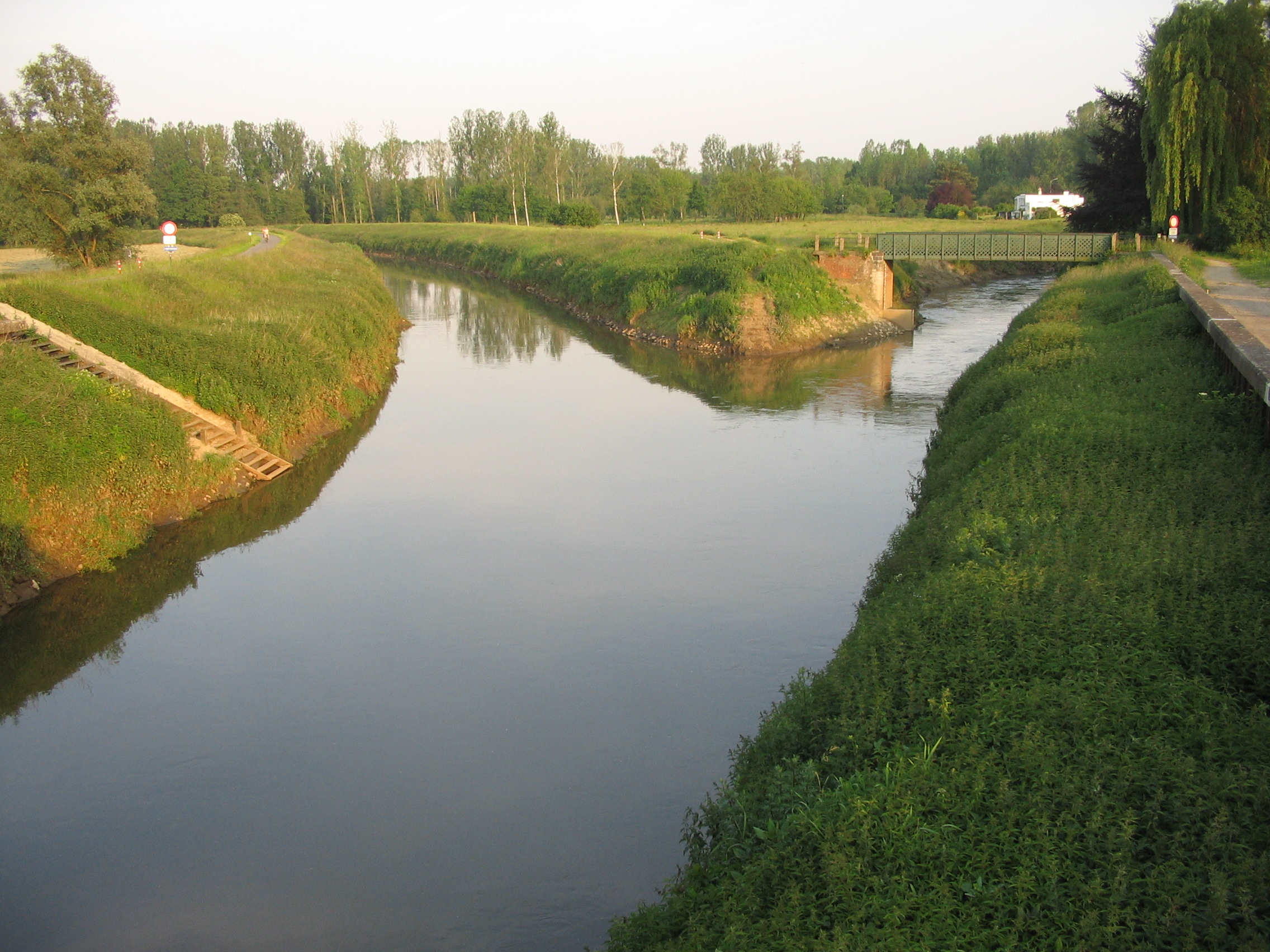
De monding van de Demer (links) in de Dijle (rechts) te Werchter
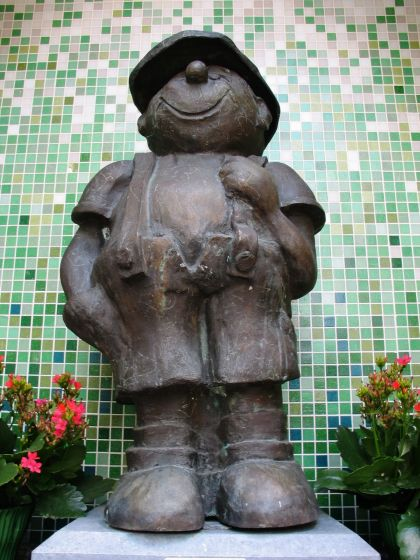
Het Demermanneke
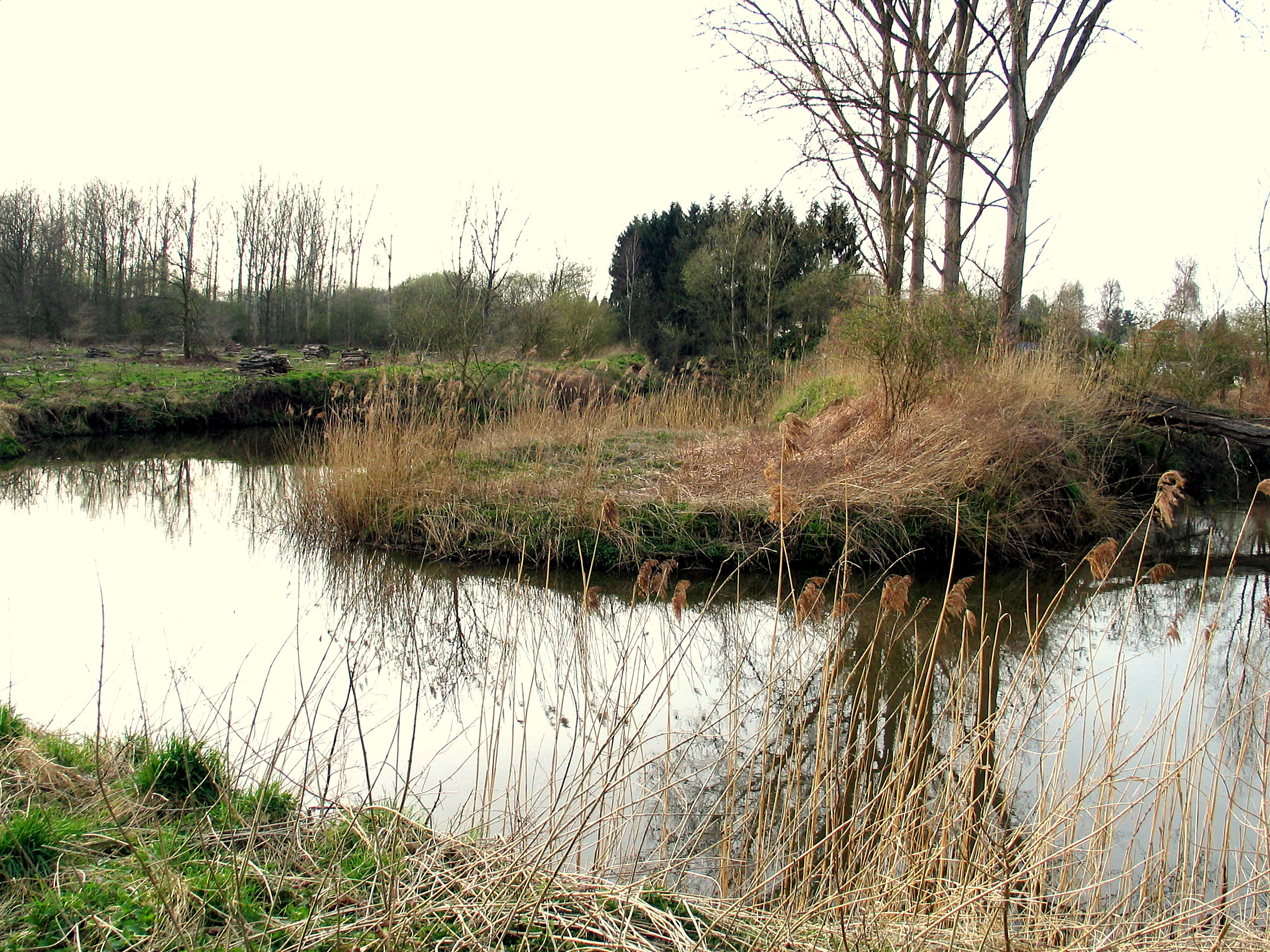
De meanderende Demer in Kuringen
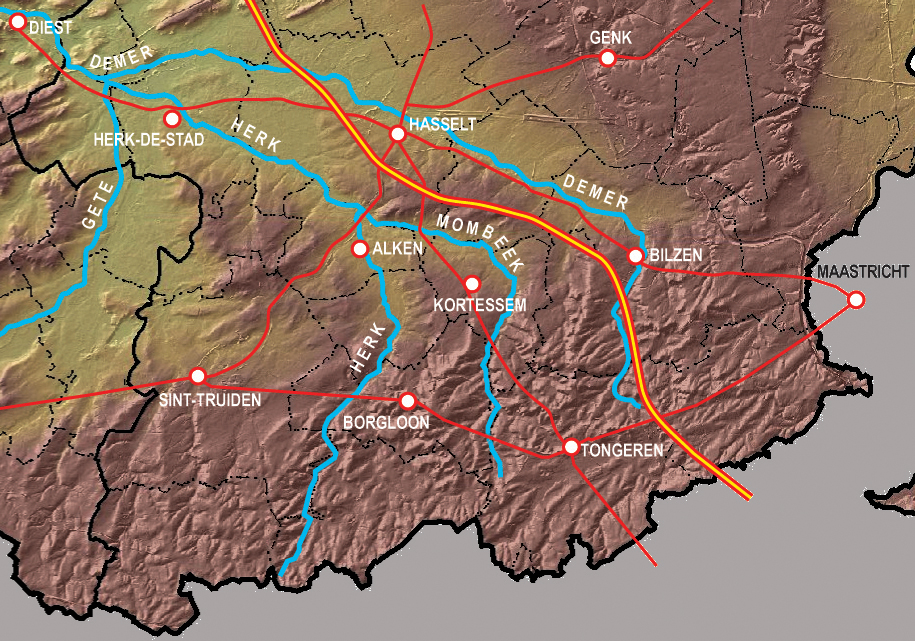
De Demer en zijn belangrijkste bijrivieren in Zuid-Limburg (Vlaanderen)
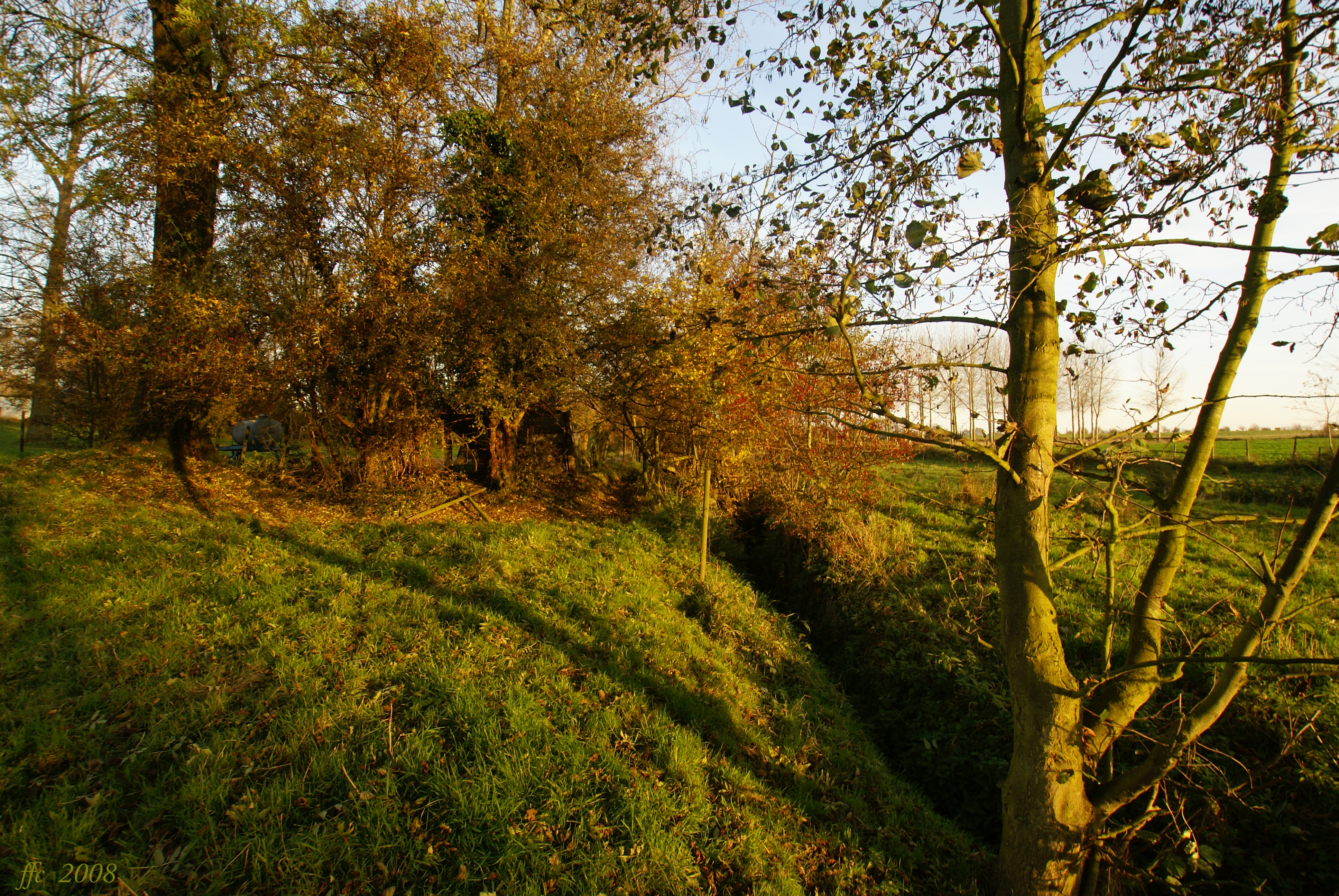
Bron van de Demer in Ketsingen

## Trivia
In Eindhoven, Huijbergen en Heusden komt de naam Demer ook voor. (In Eindhoven betreft het een straat, in Heusden een stadsgracht.)
De Demer stroomt sinds september 2016 opnieuw door Diest. Eind jaren 1960 verdween de Demer uit het centrum van Diest. De overstromingen en de geurhinder waren een last en men leidde de rivier rond de stad. De oude rivierbedding werd dichtgemaakt. De voorbije decennia is de waterkwaliteit in de Demer zo verbeterd dat de openlegging opnieuw mogelijk was. Bij het ontwerp werd er zoveel mogelijk rekening gehouden met de oorspronkelijke loop van de Demer. Het traject start aan de Saspoort en het water stroomt vervolgens via de Ezeldijksite, de Verversgrachtsite, de Demerstraat en de kaai naar de Zichemsepoort. Het hele traject in de binnenstad is ongeveer 1,5 km lang. In september 2012 gingen de werken gedurende 4 jaar gefaseerd van start. De Demer is terug feestelijk geopend op 4 september 2016 tijdens een heus volksfeest en een eendjeskoers met 12.000 deelnemers.